# 张梓桢
张梓桢（1913年—1982年），中国人民解放军将领、中国人民解放军开国少将。
曾任中国人民志愿军敌工部长。1955年，授予中国人民解放军少将。东北军政大学辽东分校政委。